# Suzuki Kantarō
Nam tước Suzuki Kantarō (鈴木 貫太郎 Linh Mộc Quán Thái Lang,  18 tháng 1 năm 1868 – 17 tháng 4 năm 1948) là đô đốc của Hải quân Đế quốc Nhật Bản, là đảng viên và lãnh đạo cuối cùng của Taisei Yokusankai và là Thủ tướng Nhật Bản từ 7 tháng 4 đến 17 tháng 8 năm 1945. Ông cũng là người lớn tuổi nhất khi được chọn làm Thủ tướng (77 tuổi).